# Ypthima pasitelides
Ypthima pasitelides är en fjärilsart som beskrevs av Hans Fruhstorfer 1911. Ypthima pasitelides ingår i släktet Ypthima och familjen praktfjärilar. Inga underarter finns listade i Catalogue of Life.